# Detumomab
Il Detumomab è un anticorpo monoclonale di tipo murino, che viene utilizzato per il trattamento di forme di tumore.
Il farmaco agisce sulle cellule beta del linfoma umano.

### Detumomab
- (EN) Remington: the science and practice of pharmacy, Lippincott Williams & Wilkins, 1º maggio 2005,  pp. 460–, ISBN 978-0-7817-4673-1.
- (EN) Stephen Koplan e Deanna Tanner Okun, Harmonized Tariff Schedule of the United States (2006), DIANE Publishing, March 2006,  pp. 12–, ISBN 978-1-4223-0469-3.